# Erminio Rosso
Erminio Rosso (all'anagrafe Erminio Alessandro Rosso) (Genova, 30 giugno 1917 – Genova, 5 agosto 1992) è stato un calciatore italiano, di ruolo difensore.

## Carriera
Cresciuto nell'Entella, passa poi al Genova 1893 con cui esordisce in Serie A il 7 marzo 1937 nel pareggio casalingo per 1-1 contro la Juventus. Nella sua unica stagione con i rossoblu giocherà solo quell'incontro, ottenendo il sesto posto nel 1936-1937.
Nella stagione successiva si trasferisce alla Sestrese, in Serie C, dove ottiene il terzo posto del Girone C. Nelle due stagioni seguenti, 1938-1939 e 1939-1940, con il club verdestellato che nel frattempo ha preso il nome di Polisportiva Manlio Cavagnaro, conquista due secondi posti consecutivi.
Nel 1940 passa al Savona, neopromosso nella Serie B 1940-1941. In biancoblu milita tre stagioni, tutte in cadetteria, ottenendo come massimo risultato il quarto posto nella stagione 1940-1941.
Nel 1944 passa all'Alessandria, con cui ottiene il nono e penultimo posto del girone ligure/piemontese del Campionato Alta Italia 1944. Con i grigi disputa anche la Serie B-C Alta Italia 1945-1946, il primo campionato del secondo dopoguerra che si aggiudicherà ottenendo la promozione nella Serie A 1946-1947. Nella stagione in massima serie ottiene il quattordicesimo posto, centrando la salvezza.
Lascia i piemontesi nel 1947 per passare alla Carrarese con cui disputa la Serie B 1947-1948, terminata al sedicesimo posto del Girone B che comportò la retrocessione in terza serie. Rosso è tra le file del club toscano anche nella Serie C 1948-1949, con cui perde la promozione in cadetteria dopo lo spareggio contro il Prato.

## Palmarès

### Giocatore

#### Competizioni nazionali
- Coppa Italia: 1

Genova 1893: 1936-1937
- Serie B-C Alta Italia 1945-1946: 1

Alessandria: 1945-1946